# Piombino

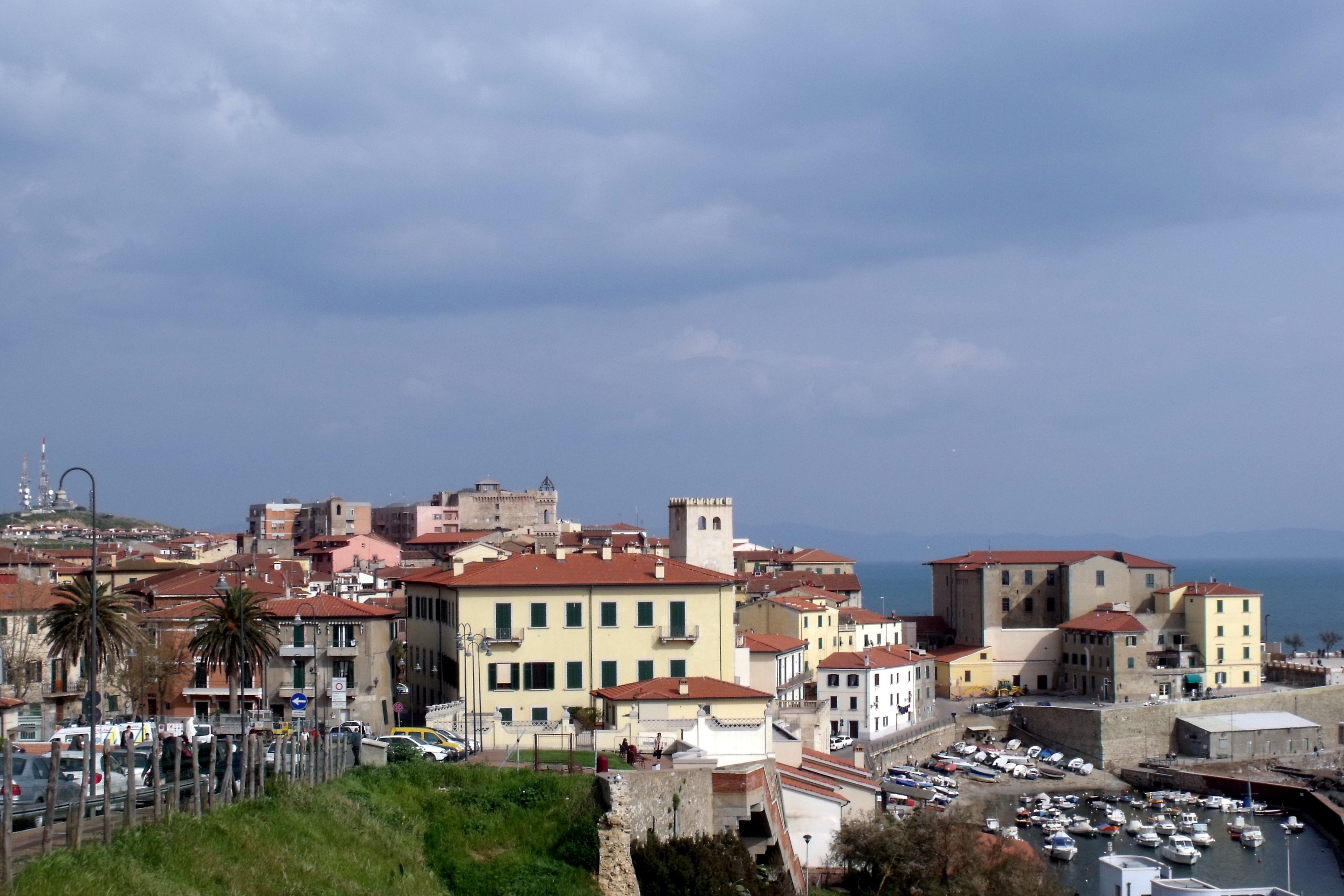
Piombino

De stad Piombino is gelegen in de Italiaanse regio Toscane, in de provincie Livorno. De naam is afgeleid van piombo (Latijn: plumbum, "lood"). Zij ligt aan het einde van het schiereiland Massoncello, recht tegenover het eiland Elba. Piombino is de belangrijkste haven voor boten richting het eiland. Er is een bootverbinding met Portoferraio op Elba en één naar Bastia op Corsica.
De volgende frazioni maken deel uit van de gemeente: Baratti, Fiorentina, Gagno, Populonia, Populonia Stazione, Vignale Riotorto.

## Geschiedenis
Het gebied rondom de plaats is al zeer lang bewoond. Zo lag enkele kilometers ten noorden van Piombino de Etruskische stad Populonia, de enige grote stad die dit volk aan zee gebouwd heeft. De zone was in die tijd al belangrijk vanwege het vele ijzererts dat hier te vinden is. De stad is een centrum voor metaalbewerking, waaraan zij haar naam dankt. Vandaag de dag is er in Piombino nog steeds veel ijzer- en staalindustrie te vinden.
Piombino was vroeger een eiland, maar is ten gevolge van aanslibbing aan het vasteland gegroeid. In de hoge middeleeuwen was Piombino een van de vele stadstaten in het huidige Toscane, later viel het onder de Republiek Pisa. In 1399 werd het een heerlijkheid, die in 1594 tot het Vorstendom Piombino werd verheven. Napoleon maakte er in 1805 het Vorstendom Lucca en Piombino van. Sinds het Verdrag van Parijs (1814) maakt Piombino deel uit van het Groothertogdom Toscane.

## Bezienswaardigheden
- De 14e-eeuwse kathedraal
- De oude stadspoort Torrione-Rivellino uit 1212
- Het Etruskisch museum Gasparri
- Het beschermde moerasgebied Padule Orti Bottagone ten oosten van de stad
- Populonia, enkele kilometers ten noorden van Piombino
- De Golf van Baratti
- De staalfabriek ArcelorMittal Piombino

## Geboren in Piombino
- Lido Vieri (6 juli 1939), voetballer